# Living Dub Vol. 3
Living Dub Vol. 3 – dwudziesty album studyjny Burning Speara, jamajskiego wykonawcy muzyki reggae.
Płyta została wydana 11 lutego 1997 roku przez amerykańską wytwórnię Heartbeat Records; w Europie ukazała się nakładem francuskiego labelu Déclic Communication. Znalazły się na niej zdubowane wersje piosenek z dwóch poprzednich krążków artysty: The World Should Know oraz Rasta Business. Miksu utworów dokonali w studiu Grove Recording w Ocho Rios Barry O'Hare i Michel Sauvage. Produkcją nagrań zajął się sam wokalista we współpracy z Nelsonem Millerem.

## Lista utworów
1. "Dub Creation"
2. "African Dub"
3. "Stand"
4. "Smart Dub"
5. "Remember"
6. "Burning Dub"
7. "Chanting Home"
8. "Dub Old Timer"
9. "Subjective Dub"
10. "Friendly Dub"
11. "Investigation"
12. "World Dub"
13. "Loving Dub"